# Michael John Nicoll

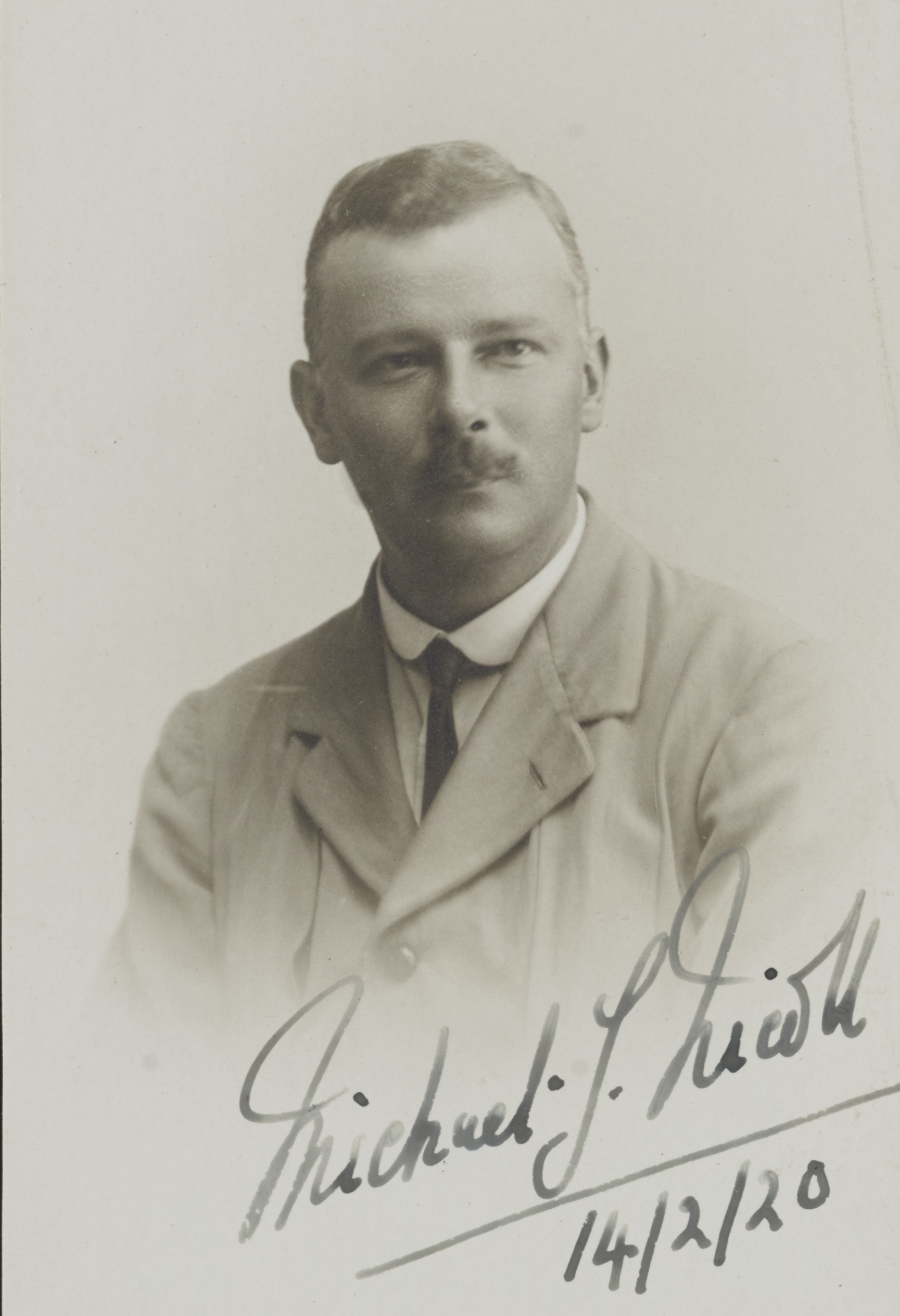
Michael John Nicoll (1880–1925)

Michael John Nicoll (* 29. September 1880 in Bepton; † 31. Oktober 1925 in Leeds) war ein britischer Ornithologe und Direktor des Egyptian Zoological Service.

## Leben und Wirken
Sein Vater war der Angestellte des heiligen Ordens (Clerk in Holy Orders) Charles Alfred Samuel Nicoll (1841–1937), seine Mutter Henrietta Catherine geb. Jacomb (1841–1937). Aus der Ehe gingen außerdem die Geschwister Harold Charles (1874–1939), Cecile Mary (1876–) (später Taylor), Geoffrey Claud (1877–1904), Doris Eleonor (1878–1901), Welthion Honor (1882–1966) (später O’Connor), Frederick Alan Benson (1883–1957) Charles Jacomb (1890–1960) und Reginald Eycott (1896–1960) hervor. Michael John Nicoll wurde im Pfarrhaus von Bepton geboren. Am 15. Oktober 1912 heiratete er in der St Leonards Christ Church Norris Elisabeth Pryon Lyon (1881–1945). Ihr widmete er 1917 auch den wissenschaftlichen Namen einer Unterart, der Samtkopf-Grasmücke (Curruca melanocephala norrisae), die er am Qarunsee gesammelt hatte.
Nicoll besuchte zunächst die Schule in St Leonards-on-Sea, dem Ort, an dem er auch seine Kindheit verbrachte. Anschließend wurde er zwei Jahre in Agrarwesen ausgebildet, doch war seine Liebe zu den Naturwissenschaften und insbesondere der Ornithologie so groß, dass er sich nie dazu entschließen konnte sich als Landwirt niederzulassen. Bei der Ausbildung arbeitete er auf einem Bauernhof in Brightling im Rother District. Schon damals sammelte er Vogelbälge und als er auf Reisen ging, vermachte er die beachtliche Sammlung dem Booth Museum of Natural History in Brighton and Hove. Ein früher Förderer von Nicoll war Thomas Parkin (1845–1932). Als er Philip Lutley Sclater kennen lernte, entschloss er sich nach London zu ziehen, um einige Zeit in den Gärten und der Bibliothek der Zoological Society of London zu arbeiten. Hier erweiterte sich sein Wissen über die Avifauna und er genoss die Unterstützung von Sclaters Freunden. Es war Sclater, der ihn James Lindsay, 26. Earl of Crawford, für drei Seereisen mit der Dampferyacht Valhalla empfahl. Diese Reisen erstreckten sich über ca. 116.000 Kilometer über die ganze Welt und dauerten von 1902 bis 1906. Die Reisen boten Nicoll die Gelegenheit, in vielen abgelegenen und selten besuchten Gegenden zu beobachten und zu sammeln. Seine Erfahrungen wurden in seinem Buch Three Voyages of a Naturalist (1908) ausführlich beschrieben. Gemeinsam mit Edmund Meade-Waldo entdeckte er dabei am 7. Dezember 1905 an Bord der Valhalla bei Paraíba angeblich ein Seeungeheuer, das bis heute nicht identifiziert wurde. Außerdem berichtete er in Bulletin of the British Ornithologist's Club und The Ibis in einigen Artikel über die entdeckten Vögel. Die von Nicoll angelegte Sammlung enthielt 732 Vogelbälge sowie anderes zoologisches Material, welches von Lord Crawford großzügig dem Natural History Museum zur Verfügung gestellt wurde.
Nach seiner Rückkehr von der Reise wurde er zum Fellow der Zoological Society of London gewählt. Die Erfahrungen, die er auf der Valhalla gesammelt hatte, ermöglichten es ihm unter Stanley Smyth Flower (1871–1946) als stellvertretender Direktor des Ägyptischen zoologischen Dienstes zu beginnen.
Ägypten wurde seine neue Heimat und er begann mit Studien über die hiesige Vogelwelt. Während er dort lebte, trug er eine Sammlung von 4000 Vogelbälgen zusammen, die aber zum Leidwesen britischer Ornithologen in der Obhut des Zoos von Gizeh verblieben. Das A Handbook to the Birds of Egypt von George Ernest Shelley aus dem Jahr 1872 war inzwischen etwas veraltet und außerdem nur schwer erhältlich und so nahm sich Nicoll vor ein eigenes Werk über dieses Thema zu publizieren.
Bedingt durch den Ersten Weltkrieg waren viele Offizieren in Ägypten und Palästina unterwegs, die ihn mit Material für Handlist of the birds of Egypt versorgten. Die Veröffentlichung verzögerte sich aber aufgrund von Papiermangel bis ins Jahr 1919. In diesem Buch wurden 436 Arten für Ägypten identifiziert. Shellys Werk enthielt nur 326 Arten, von denen einige als zweifelhaft galten. Insbesondere im Bereich der Meisen, der Grasmücken und der Lerchen erweiterte er das Verbreitungsgebiet auf Ägypten signifikant, indem er viele zum ersten Mal im Land nachwies.
Neben der ägyptischen trug er auch einige wertvolle Beiträge zur englischen Avifauna bei. So berichtete er immer wieder von seltenen Besuchern in Großbritannien. Einige davon wurden sogar neu in die Vögelliste des Landes aufgenommen. So berichtete er beispielsweise 1901 in The Zoologist über den Bairdstrandläufer (Calidris bairdii (Coues, E 1861)), 1902 über die Blaukehlchen-Unterart (Cyanecula svecica cyanecula (Meisner, 1804)) (Syn: Cyanecula wolfii) und 1906 über eine Bergpieper (Anthus spinoletta (Linnaeus, 1758)) sowie 1911 in British Birds über den Dünnschnabel-Brachvogel (Numenius tenuirostris Vieillot, 1817).
Nachdem Stanley Smyth Flower im Jahr 1923 in Ruherstand gegangen war, übernahm Nicoll die Position des Direktors. Sein Gesundheitszustand war zu dieser Zeit besorgniserregend, und nur ein Jahr später sah er sich aufgrund einer Krankheit gezwungen, um seine Pensionierung zu bitten. Nach seiner Rückkehr nach England ließ er sich in Potman's Heath in der Grafschaft Kent nieder. Sein Zustand verschlechterte sich zunehmend und so musste er sich innerhalb von zwei Wochen zwei schweren Operationen unterziehen. Wenige Wochen nach der zweiten Operation erlag er schließlich seinem Leiden.
In Vorbereitung auf ein neues Werk über die Vogelwelt Ägyptens hinterließ Nicoll ein umfangreiches Manuskript. So war es sein Freund Richard Meinertzhagen, der dieses Werk vollendete und 1930 das zweibändige Werk Nicoll's Birds of Egypt publizierte.

## Mitgliedschaft
1902 wurde er zum Mitglied der British Ornithologists’ Union gewählt.

## Erstbeschreibungen von Michael John Nicoll
Nicoll hat einige Unterarten, die neu für die Wissenschaft waren, beschrieben.

### Unterarten
Zu den Unterarten gehören chronologisch u. a.:
- Dotterwaldsänger (Setophaga vitellina crawfordi (Nicoll, 1904))
- Antillenkönigstyrann (Tyrannus caudifasciatus caymanensis (Nicoll, 1904))
- Madagaskarsegler (Apus balstoni mayottensis (Nicoll, 1906))
- Mangrovereiher (Butorides striata crawfordi Nicoll, 1906)
- Subantarktis-Lummensturmvogel (Pelecanoides urinatrix dacunhae Nicoll, 1906)
- Tulukuckuck (Centropus toulou assumptionis Nicoll, 1906)
- Haussperling (Passer domesticus niloticus Nicoll & Bonhote, 1909)
- Bronzescheitel-Smaragdspint (Merops viridissimus cleopatra Nicoll, 1910)
- Streifenprinie ( Prinia gracilis natronensis Nicoll, 1917)
- Samtkopf-Grasmücke (Curruca melanocephala norrisae (Nicoll, 1917))
- Braunbauch-Flughuhn (Pterocles exustus floweri Nicoll, 1921)
- Haubenlerche (Galerida cristata halfae Nicoll, 1921)

### Synonyme
Einige der Namen, die er neu eingeführt hatte, gelten heute als Synonyme. Hierzu gehören chronologisch u. a.:
- Turtur assumptionis Nicoll, 1906 => Madagaskartaube (Nesoenas picturatus coppingeri (Sharpe, 1884))
- Cinnyris mahei Nicoll, 1906 => Seychellennektarvogel (Cinnyris dussumieri (Hartlaub, 1861))
- Gygis crawfordi Nicoll, 1906 => Feenseeschwalbe (Gygis alba (Sparrman, 1786))
- Terpsiphone lindsayi Nicoll, 1906 => Rotbrust-Paradiesschnäpper (Terpsiphone mutata pretiosa (Lesson, RP 1847))
- Vireo laurae Nicoll, 1906 => Bartvireo (Vireo altiloquus barbadensis (Ridgway, 1874))
- Scotocerca inquietus innesi Nicoll 1908 => Wüstendickichtsänger (Scotocerca inquieta (Cretzschmar, 1827))
- Galerida cristata moeritica Nicoll & Bonhote, 1909 => Haubenlerche (Galerida cristata maculata Brehm, CL, 1858)
- Anthus campestris griseus Nicoll, 1920 => Brachpieper (Anthus campestris Linnaeus, 1758)
- Charadrius varius allenbyi Nicoll, 1921 => Hirtenregenpfeifer (Charadrius pecuarius Temminck, 1823)

## Dedikationsnamen
William Lutley Sclater ehrte ihn 1931 im wissenschaftlichen Namen des Usambarawebers (Ploceus nicolli).
Ebenso wurden die Arabienwüstenhuhn-Unterart (Ammoperdix heyi nicolli Hartert, E 1919) und die Bindenfregattvogel-Unterart (Fregata minor nicolli Mathews, 1914) nach ihm benannt.
Calandrella minor nicolli Hartert, E, 1909 wird heute als Synonym zur Stummellerche-n-Unterart (Alaudala rufescens minor (Cabanis, JL 1851)) und Sula nicolli Grant & Mackworth-Praed 1933 als Synonym zur Rotfußtölpel-Unterart (Sula sula rubripes Gould, 1838) betrachtet.

## Publikationen (Auswahl)
- Baird's Sandpiper in Sussex. In: The Zoologist: a monthly journal of natural history (= Fourth Series. Band 5). 1901, S. 31–32 (biodiversitylibrary.org).
- A British example of the White-spotted Bluethroat (Cyanecula Wolfi). In: The Zoologist: a monthly journal of natural history (= Fourth Series. Band 6). 1902, S. 464 (biodiversitylibrary.org).
- Mr. M. J. Nicoll exhibited and made remarks on some interesting birds met with by him during recent voyage of the 'Valhalla,' viz. In: Bulletin of the British Ornithologist's Club. Band 14, Nr. 108, 1904, S. 94–96 (biodiversitylibrary.org).
- Ornithological Journal of Voyage round the World in the 'Valhalla' (November 1902 to August 1903). In: The Ibis (= 8. Band 4). Nr. 13, 1904, S. 32–67 (biodiversitylibrary.org).
- On a Collection of Birds made during the Cruise of the 'Valhalla,' R.Y.S. in the West Indies (1903–4). In: The Ibis (= 8. Band 4). Nr. 16, 1904, S. 555–591 (biodiversitylibrary.org).
- A Water-Pipit (Anthus spipoletta) as a visitor to England. In: The Zoologist: a monthly journal of natural history (= Fourth Series. Band 10). 1906, S. 463–467 (biodiversitylibrary.org).
- Mr. M. J. Nicoll made the following remarks on some species of birds collected during the recent voyage of the R.Y.S. "Valhalla". In: Bulletin of the British Ornithologist's Club. Band 16, Nr. 126, 1906, S. 102–106 (biodiversitylibrary.org).
- On the Birds collected and observed during the Voyage of the 'Valhalla,' R.Y.S. from November 1905 to May 1906. In: The Ibis (= 8. Band 6). Nr. 24, 1906, S. 666–712 (biodiversitylibrary.org).
- mit James Ludovic Lindsay, 26. Earl of Crawford: Three voyages of a naturalist, being an account of many little- known islands in three oceans visited by the "Valhalla," R.Y.S. Witherby & Co, London 1908 (biodiversitylibrary.org).
- mit Stanley Smyth Flower: Wild birds of the Giza Gardens, 1898-1908. National Printing Departement, Kairo 1908 (biodiversitylibrary.org).
- Mr. M. J. Nicoll described and exhibited examples of a new subspecies of Grass-Warbler from Egypt. In: Bulletin of the British Ornithologist's Club. Band 21, Nr. 143, 1908, S. 98 (biodiversitylibrary.org).
- Contribution to the Ornithology of Egypt. In: The Ibis (= 9. Band 2). Nr. 8, 1908, S. 490–510 (biodiversitylibrary.org).
- Contribution to the Ornithology of Egypt. No. II The Birds of the Province Giza Part 1. In: The Ibis (= 9. Band 3). Nr. 10, 1909, S. 285–302 (biodiversitylibrary.org).
- Contribution to the Ornithology of Egypt. No. II The Birds of the Province Giza Part 2. In: The Ibis (= 9. Band 3). Nr. 11, 1909, S. 471–484 (biodiversitylibrary.org).
- Contribution to the Ornithology of Egypt. No. II The Birds of the Province Giza Part 3. In: The Ibis (= 9. Band 3). Nr. 12, 1909, S. 623–650 (biodiversitylibrary.org).
- mit John James Lewis Bonhote: Messrs M. J. Nicoll and J. L. Bonhote exhibited examples of a Crested Lark and a Hous-Sparrow, obtained by themselves in the Fayum, which they believed to represent hitherto undescribed races. In: Bulletin of the British Ornithologists' Club. Band 23, Nr. 153, 1909, S. 101–102 (biodiversitylibrary.org).
- Mr. M. J. Nicoll sent for exhibition example of a new subspecies of Bee-eater, together with the following remarks. In: Bulletin of the British Ornithologist's Club. Band 27, Nr. 158, 1910, S. 94–96 (biodiversitylibrary.org).
- The Slender-billed Curlew, Numenius tenuirostris Vieill. A New British Bird. In: British Birds. Band 5, 1911, S. 124 (biodiversitylibrary.org).
- Contribution to the Ornithology of Egypt. No. III The Birds of the Wadi Natron. In: The Ibis (= 9. Band 6). Nr. 23, 1912, S. 405–453 (biodiversitylibrary.org).
- Wild birds of the Giza Gardens, 1898-1911. 2. Auflage. National Printing Departement, Kairo 1912 (biodiversitylibrary.org).
- Mr. M. J. Nicoll sent for exhibition two new birds from Egypt which had been presented to the National Collection by the Egyptian Government, Zoological Service, and which he described as follows. In: Bulletin of the British Ornithologist's Club. Band 37, Nr. 221, 1917, S. 28–30 (biodiversitylibrary.org).
- Handlist of the birds of Egypt. Nr. 29. Government Press, Kairo 1919 (biodiversitylibrary.org).
- Mr. M. J. Nicoll exhibited a new subspecies of Anthus campestris. In: Bulletin of the British Ornithologist's Club. Band 41, Nr. 253, 1920, S. 25–26 (biodiversitylibrary.org).
- Dr. Ernst Hartert exhibited, on behalf of Mr. Michael J. Nicoll, specimens of a new species of Crested Lark and its allies, and of the Egyptian form of Charadrius varius. Mr. Nicoll described them as follows. In: Bulletin of the British Ornithologist's Club. Band 42, Nr. 262, 1921, S. 7 (biodiversitylibrary.org).